# Alojzy Fryderyk Brühl
Alojzy Fryderyk Józef von Brühl herbu własnego krypt.: A. F. G. V. B. G. F. Z. M. D. K. P., A. F. Gr. v. B. (ur. 21 czerwca 1739 w Dreźnie, zm. 27 stycznia 1793 w drodze do Berlina) – cześnik koronny od 1761, generał artylerii koronnej, dyplomata, dramatopisarz, poeta, wolnomularz, starosta warszawski w latach 1750–1785, starosta lipnicki, bolimowski i błoński od 1759.

## Życiorys
Syn hrabiego Henryka Brühla, ministra króla Augusta III Sasa i Marii Anny z hr. Kolowrath. Wykształcenie domowe uzupełnił studiami matematyki w Lipsku i Lejdzie. Jako dziecko (w roku 1750) został mianowany starostą warszawskim po Auguście Aleksandrze Czartoryskim, co wywołało zgorszenie szlachty. W roku 1757, po przeniesieniu się do Polski został dowódcą chorągwi pancernej. W 1758 posłował na Sejm z ziemi zakroczymskiej. Wziął udział w wojnie siedmioletniej po stronie Saksonii. W roku 1760 poślubił Marię Klementynę Potocką, wojewodziankę kijowską i wkrótce potem osiadł w Młocinach.
Poseł polski na sejm 1760 roku z województwa inflanckiego. W 1760 wziął udział w poselstwie do Wiednia. Poseł na sejm nadzwyczajny 1761 roku z ziemi czerskiej. Wiosną 1762 wysłany do Sankt Petersburga z powinszowaniami objęcia tronu przez cesarza Piotra III. W 1761 odznaczony Orderem Orła Białego, wybrany posłem z ziemi czerskiej. Poseł na sejm 1762 roku z ziemi warszawskiej. Podczas sesji 1762 został zaatakowany przez przedstawiciela obozu Familii stolnika litewskiego Stanisława Augusta Poniatowskiego, który mu zarzucił, że nie będąc szlachcicem polskim nie ma prawa zasiadać w izbie poselskiej.
30 marca 1763 roku mianowany został generałem artylerii koronnej, po zrzeczeniu się tego urzędu przez jego ojca. Podpisał elekcję Stanisława Augusta Poniatowskiego w 1764, co król mu wynagrodził nadając polski indygenat i potwierdzając sprawowane przez niego urzędy. W 1765 przedłożył Sejmowi projekt swojego autorstwa Dezyderata od korpusu artylerii, którego sugestie przyjęte przez Sejm doprowadziły do podniesienia budżetu artylerii do 360 tys. złp. Przejął przewodniczenie (był mistrzem) Loży pod Cnotliwym Sarmatą, utworzonej 18 stycznia 1767 z inicjatywy Augusta Fryderyka Moszyńskiego. W czasie Konfederacji barskiej (1768-1772) przebywał zazwyczaj w Dreźnie. W roku 1773 został generalnym wizytatorem wolnomularstwa diecezji polskiej Ścisłej Obserwy niemieckiej. W roku 1768 jako starosta warszawski doprowadził między innymi do budowy kanalizacji i powstania straży pożarnej. Hrabia ufundował również na Młocinach wytwórnię prochu i kul armatnich (Prochownia) na potrzeby polskiej armii. Sejm Rozbiorowy 1773-1775 rozszerzył jego kompetencje, powierzając mu pieczę nad twierdzami Rzeczypospolitej. Członek Komisji Wojskowej Koronnej w 1776 roku.
W 1777 odznaczony Orderem Świętego Stanisława.
Położył niemałe zasługi dla Rzeczypospolitej, zakładając w roku 1766 szkołę artyleryjską. Zreformował m.in. organizację artylerii oraz dzięki dużej wiedzy fachowej przeprowadził zmiany w systemie szkolenia artylerzystów i oficerów broni technicznych. Kilka miesięcy później otrzymał dowództwo partii (dywizji) małopolskiej i stopień generała lejtnanta. Prowadził także praktyczne szkolenia połączonych różnych oddziałów (kawalerii, infanterii i artylerii), których pierwsze manewry odbyły się w 1776 r. pod Kamieńcem Podolskim. Dbał również o rozbudowę i utrzymanie twierdz Rzeczypospolitej, czego wyrazem może być utworzenie z jego inicjatywy w 1775 r. korpusu inżynierów. Oficerowie tej formacji sprawowali między innymi nadzór nad twierdzą w Kamieńcu Podolskim i unowocześnili oraz częściowo przebudowali w 1783 r. twierdzę jasnogórską.
W roku 1780 został wybrany przez Sejm członkiem Rady Nieustającej i wszedł w skład jej Departamentu Wojskowego.
W roku 1775 założył Szkołę Artylerii przy Korpusie Artylerii Koronnej, która wykształciła ok. 400 oficerów. W 1788 sprzedał swój patent generała artylerii koronnej Stanisławowi Szczęsnemu Potockiemu za sumę 20 tysięcy dukatów.

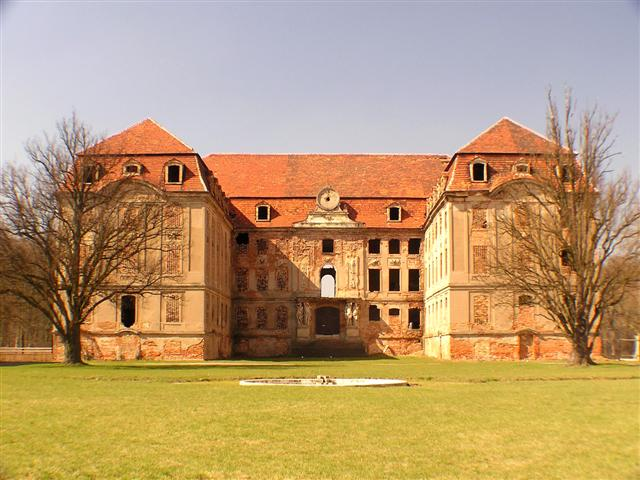
Pałac Brühla w Brodach

Rozwijał też działalność dobroczynną. W 1785 założył w Warszawie Dom dla ubogich albo nową fabrykę krajową, gdzie wyrabiano pończochy dla wojska. Przyczynił się też do otwarcia pierwszego w kraju ambulatorium dla bezpiecznego szczepienia ospy wietrznej.
Po śmierci syna i swej drugiej żony (Marianny z Potockich, primo voto Sołłohubowej), odsprzedał swe urzędy i posiadłości polskie. Wkrótce potem poślubił Józefę z hr. Schaffgotsch, w roku 1790 wyjechał do Saksonii, osiedlając się w Brodach. Zmarł nagle w wieku 53 lat, w drodze do Berlina.

## Twórczość
Był autorem cieszących się swego czasu popularnością komedii: Przyjazd pana (1775), Podrzutek, czyli dziecię znalezione (1781) i Figiel za figiel (1793). Tworzył w języku francuskim, niemieckim i polskim.

### Ważniejsze dzieła
- Le Mari corrigé. Comédie en prose es en 1 acte, Pförten 1771:
  - wersja polska: Mąż poprawiony. Komedia w 1 akcie, wyst. Warszawa 1775, wyd. Warszawa (około roku 1774, według L. Bernackiego), inny tytuł: Małżonek poprawiony
  - wersja niemiecka: Der gebesserte Ehemann, wyst. Warszawa 1774, wyd. Nordhausen 1780, domniemani tłumacze: J. H. Rohm lub G. K. Böttger
- L’Arrivé du seigneur. Comédie en prose et en 1 acte, Pförten 1772:
  - wersja polska: Przyjazd pana. Komedia w 1 akcie, wyst. i wyd. Warszawa 1775
  - wersja niemiecka: Die Ankunft des Herrn, wyst. i wyd. Warszawa 1774
- Der seltsame Spiegel. Ein Lustspiel in 1 Aufzuge. Die Veranlassung zu diesem Stücke hat ein Mährchen in der Tausend und einen Nacht gegeben, wyst. Warszawa (scena niemiecka) 12 listopada 1775, wyd. Drezno 1786; wyd. następne: zob. Theatralische Belustigungen von A. F. Gr. v. B., t. 3 (1786)
- Powinności wojskowe artylerii koronnej podane przez... Przyjęte na Komisji Wojskowej, czytane i podpisane na sesji d. 6 maja 1774, Warszawa 1775; wyd. następne: Warszawa 1790
- Artykuły wojskowe artylerii koronnej podane przez... Czytane i podpisane na Sesji Delegacyjnej d. 6 maja 1774 r., a na tymże Sejmie od Skonfederowanych Stanów Rzeczypospolitej Polskiej aprobowane, Warszawa 1775
- Levisson (komedia), wyst. Warszawa (scena niemiecka) 1774
- Le Soupçonneux. Comédie en 3 actes, Warszawa 1776
  - wersja polska: W. Bogusławski: Figiel za figiel. Komedia w 3 aktach, wyst. Warszawa 20 kwietnia 1793, wyd. w: W. Bogusławski Dzieła dramatyczne, t. 4, Warszawa 1821 (według Le Grand: L’Aveugle clair voyant)
- Das Findelkind. Ein Lustspiel in 5 Aufzügen, wyst. Warszawa 8 maja 1781; wyd. następne: zob. Theatralische Belustigungen von A. F. Gr. v. B., t. 1 (1785)
  - wersja polska: Podrzutek, czyli dziecię znalezione. Komedia w 5 aktach, z niemieckiego wyłożona przez J. G., wyst. Warszawa 22 września 1781, wyd. Warszawa 1782
- Den ganzen Kram und das Mädchen dazu. Ein Lustspiel in 1 Aufzuge, wyst. Warszawa 20 czerwca 1781, wyd. zobacz Theatralische Belustigungen von A. F. Gr. v. B., t. 2 (1785)
- Osorio (drama), wyst. Warszawa (scena niemiecka) 24 lipca 1781
- Die Contribution oder die Brandschatzung. Ein Lustspiel in 5 Aufzügen, wyst. Warszawa 30 lipca 1781, wyd. zobacz Theatralische Belustigungen von A. F. Gr. v. B., t. 1, 1785 (pt. Die Brandschatzung)
- Der Sehende blinde Vater (komedia), wyst. Warszawa 4 października 1781
- Der Bürgermeister. Ein Original-Lustspiel in 5 Aufzügen, Wiedeń 1785; wyd. następne: zob. Theatralische Belustigungen von A. F. Gr. v. B., t. 3 (1786):
  - wersja polska: Prezydent miasta. Drama w 5 aktach, wyst. Warszawa 11 maja 1803
  - Estreicher I (1870) 367, łączył utwór Der Bürgermeister z wystawionym w roku 1782 Burmistrzem poznańskim, przypisując mylnie tę ostatnią sztukę autorstwu Brühla
- Die kindliche Liebe. Ein Lustspiel in 3 Aufzügen aus den „Délassements d’un homme sensible” des Mr. (F. Th. M.) Arnauld entliehen, wyd. zobacz Theatralische Belustigungen von A. F. Gr. v. B., t. 2 (1785) i osobno: Drezno 1785
- Theatralische Belustigungen von A. F. Gr. v. B., t. 1-5, Drezno 1785-1790, zawartość:
  - t. 1 (1785): Vorrede; Das Findelkind. Ein Lustspiel in 5 Aufzügen; Die Contribution oder die Brandschatzung. Ein Lustspiel in 5 Aufzügen; Die entschlossene Mädchen. Ein Drama in 1 Aufzuge
  - t. 2 (1785): Ein jeder reitet sein Steckenpferd. Ein Lustspiel in 5 Aufzügen; Die kindliche Liebe. Ein Lustspiel in 3 Aufzügen aus den „Délassements d’un homme sensible” des Mr. (F. Th. M.) Arnauld entliehen; Die Rache. Ein Lustspiel in 2 Aufzügen; Den ganzen Kram und das Mädchen dazu. Ein Lustspiel in 1 Aufzuge
  - t. 3 (1786): Der Bürgermeister. Ein Original-Lustspiel in 5 Aufzügen; Der seltsame Spiegel. Ein Lustspiel in 1 Aufzuge. Die Veranlassung zu diesem Stücke hat ein Mährchen in der Tausend und einen Nacht gegeben; Bald klein, bald gross. Ein Feen-Lustspiel in 1 Aufzuge; Der eiserne Mann. Ein Lustspiel in 1 Aufzuge
  - t. 4 (1788): Die Erbschaft oder das wunderliche Testament. Ein Lustspiel in 5 Aufzügen; Erst geprüft. Ein Lustspiel in 1 Aufzuge (por. także: So zieht man der Betrüger die Larve ab. Ein Lustspiel in 5 Aufzügen)
  - t. 5 (1790): Kein Dienst, auch dem Geringsten geleistet, bleibt unbelohnt. Ein Lustspiel in 4 Aufzügen; Skizze der rauchen Sitten unserer Vorältern. Ein Lustspiel in 5 Aufzügen; Die würdige Mutter. Aus dem Französischen, nach dem Ritter Nerciat umgearbeitet. Ein Lustspiel in 5 Aufzügen; Edelmuth stärker als Liebe. Ein Lustspiel in 1 Aufzuge

Egzemplarz Theatralische Belustigungen... jest rzadkością biblioteczną. W zbiorach polskich znajduje się tylko t. 3.
- So zieht man der Betrüger die Larve ab. Ein Lustspiel in 5 Aufzügen, Drezno 1787; także podane w spisie rzeczy t. 4 Theatralische Belustigungen..., nie objęte jednak paginacją zasadniczą tomu (w Sächsische Landesbibliothek w Dreźnie druk oprawiony razem z t. 4), tekst komedii poprzedzony 2 listami Brühla (z Warszawy: z 18 września i 29 listopada 1786) do wydawcy niemieckiego S.
- Die Erbschaft oder das wunderliche Testament. Ein Lustspiel in 5 Aufzügen, wyd. zobacz Theatralische Belustigungen..., t. 4 (1788) i osobno: Drezno 1788
- Edelmuth stärker als Liebe. Ein Lustspiel in 1 Aufzuge, wyd. zobacz Theatralische Belustigungen..., t. 5 (1790)
  - wersja polska: Wspaniałomyślność większa niż miłość. Komedia w 2 aktach, wyst. Warszawa 10 września 1809 (wznowienie), rękopis znajdował się w Bibliotece Teatrów Warszawskich, sygn.: 212, 416
- Figiel wiarusa. Komedia w 1 akcie, rękopis: Ossolineum, sygn. 11152/I (odpis z XIX w.).

### Przekłady
- F. J. Kinsky: Elementarz służby wojskowej, tłumaczony..., z niektórymi odmianami i przydatkami stosownie do służby naszej, Warszawa 1787

### Wydania zbiorowe
- Theatralische Belustigungen von A. F. Gr. v. B., t. 1-5, Drezno 1785-1790, zob. Twórczość

### Listy
- Do Anny Potockiej z roku 1767, rękopis: Biblioteka Jagiellońska, sygn. 6147/I
- Do Antoniego Sułkowskiego z roku 1775, wyd. M. Rulikowski, B. Król: „Warszawski Teatr Sułkowskich...”, Wrocław 1957, Materiały do Dziejów Teatru w Polsce, t. 5, s. 162–163
- Do E. Wodzickiego z roku 1779, rękopis: Ossolineum 11664/II
- Do S., wydawcy niemieckiego, z 18 września i 29 listopada 1786, wyd. zobacz So zieht man der Betrüger die Larve ab. Ein Lustspiel in 5 Aufzügen
- Prośba do króla i Nieustającej Rady, brak miejsca i roku wydania

## Upamiętnienie
Józef Ignacy Kraszewski uczynił go tytułowym bohaterem powieści Starosta warszawski (1879).

## Literatura dodatkowa
- Antoni Hniłko: Brühl Alojzy. W: Polski Słownik Biograficzny. T. 3: Brożek Jan – Chwalczewski Franciszek. Kraków: Polska Akademia Umiejętności – Skład Główny w Księgarniach Gebethnera i Wolffa, 1937, s. 13–16. Reprint: Zakład Narodowy im. Ossolińskich, Kraków 1989, ISBN 83-04-03291-0.
- T. 4: Oświecenie. W: Bibliografia Literatury Polskiej – Nowy Korbut. Warszawa: Państwowy Instytut Wydawniczy, 1966, s. 327–329.